# Крым в филателии

Здание, в котором располагался главпочтамт Симферополя после окончания Великой Отечественной войны

Тема «Крым в филатели́и» — совокупность филателистических материалов (знаков почтовой оплаты, штемпелей и прочего), посвящённых Крыму или связанных с ним.

## Краткое описание
Крым и его история отражены на почтовых марках и других филателистических материалах дореволюционного времени, Гражданской войны, Советского Союза, Украины и России.
Почтой СССР и Украины издано немало почтовых марок, художественных маркированных и немаркированных почтовых конвертов и односторонних почтовых карточек с оригинальной маркой, тематика которых была связана с Крымом.
В 1992—1994 годах в почтовом обращении на территории Крыма применялись провизории.
К коллекционным материалам на крымскую тематику относятся также различные календарные, франкировальные, льготные и специальные почтовые штемпели.

## История крымской почты
Первое почтовое отделение на полуострове Крым Таврической губернии открылось в 1802 году в районе центрального базара города Симферополя, на улице Мало-Базарная. В 1845 году почтовое отделение года расположилось на улице Пушкина, где под него оборудовали крупное одноэтажное здание, купленное в том же году.
После отмены крепостного права в России в 1861 году и проведения императором Александром II ряда реформ количество почтовых операций начало резко набирать обороты. Здание губернской почтовой конторы расположилось в перестроенном здании, купленном у купца Я. Иоффе. В настоящее время там находится памятный знак, открытый в год празднования Симферополем своего 200-летия.
Количество писем, посланных лицам, проживавшим на территории полуострова, в 1910 году составило 3,2 млн.
В годы Великой Отечественной войны зданию почты был нанесён огромный урон. После освобождения Крыма от немецко-фашистских захватчиков почта расположилась в здании Всесоюзного текстильного синдиката, возведённом в 1925 году.
В 1982 году на улице Розы Люксембург, 5 был построен новый почтамт.

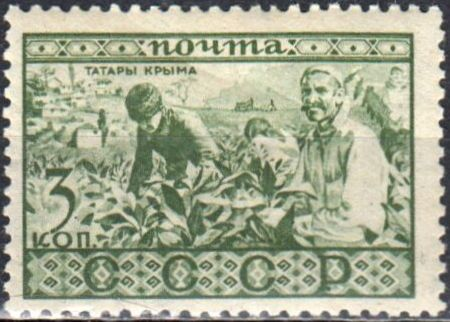
Первая марка СССР о Крыме (1932): Народности СССР. Татары Крыма. Художник В. Завьялов

## Почтовые марки

### Дореволюционный период и Гражданская война

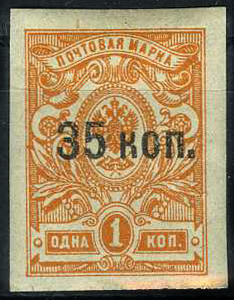
Почтовая марка Крымского краевого правительства (1918)

25 июня 1918 года в Симферополе было создано Первое крымское краевое правительство под председательством генерала М. Сулькевича. Этим правительством в 1918 году была выпущена почтовая марка — типографская надпечатка чёрной краской нового номинала «35 коп.» на марках России двадцать первого выпуска. Необходимость этого выпуска объяснялась потребностью большого количества марок этого достоинства, соответствующего стоимости простых иногородних писем в Крыму. Надпечатка была сделана в Симферополе в бывшей губернской типографии.
В августе — октябре 1920 года администрацией генерала П. Врангеля в Крыму был осуществлён четвёртый выпуск марок ГК ВСЮР. Он представлял собой типографскую надпечатку чёрной краской в три строки цифры стоимости и слов «пять рублей» (тариф простого иногороднего письма) на марках Российской империи семнадцатого и двадцать первого выпусков, а также марках ГК ВСЮР. Надпечатки были сделаны в Симферополе в бывшей губернской типографии. Марки были в обращении вплоть до начала эвакуации остатков белых частей из Крыма 11 ноября 1920 года.
В начале октября 1920 года был поднят вопрос о повышении почтовых тарифов и о переоценке оставшихся запасов марок. При этом было сделано несколько пробных оттисков новой типографской надпечатки в четыре строки чёрной краской слов «Югъ Россіи», цифры стоимости и слова «рублей» на марках России семнадцатого и двадцать первого выпусков. Две марки пятого выпуска ГК ВСЮР с надпечаткой 100 рублей на 1 копейке с зубцами и без зубцов вышли уже после эвакуации белых частей из Крыма.

### Советский период
Крымская тематика отображена на целом ряде почтовых марок СССР. Первая почтовая марка в серии «Народы СССР», связанная с Крымом, вышла в 1933 году и посвящалась крымским татарам (ЦФА [АО «Марка»] #413; Mi #431).
В 1938 году была изготовлена серия марок «Виды Крыма и Кавказа», состоявшая из 12 почтовых миниатюр, десять из которых запечатлели знаменитые крымские места отдыха (ЦФА [АО «Марка»] #613, 614, 616—618, 620—624; Mi #625, 626, 628—630, 632—636):

Серия марок СССР «Виды Крыма и Кавказа». Художник Сергей Поманский (1938)
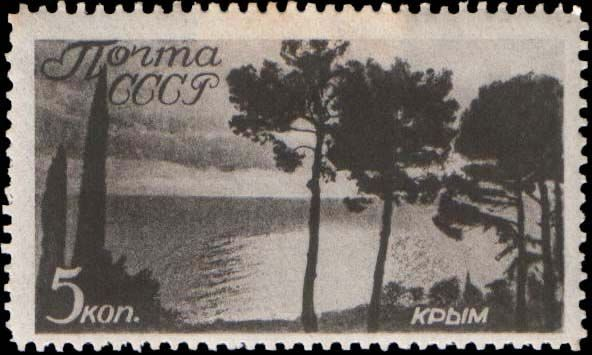
Крым. Вид на море (ЦФА [АО «Марка»] #613; Mi #625)
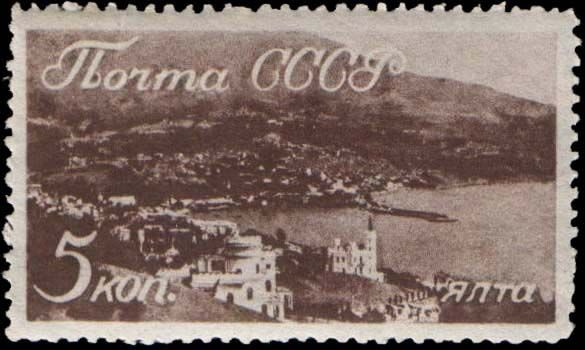
Ялта. Вид на море (ЦФА [АО «Марка»] #614; Mi #626)

- Крым. Вид на море (ЦФА [АО «Марка»] #616; Mi #628)
- Ялта. Вид на море (ЦФА [АО «Марка»] #617; Mi #629)
- «Ласточкино гнездо» (ЦФА [АО «Марка»] #618; Mi #630)

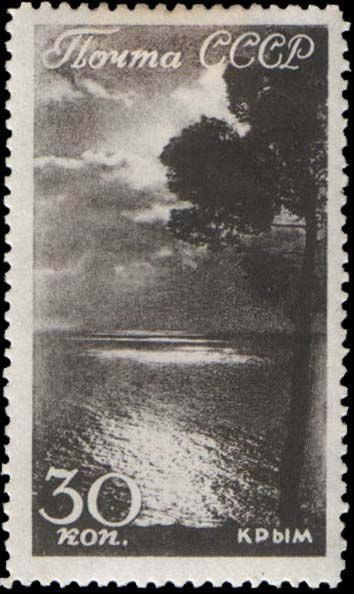
Крым. Вид на море (ЦФА [АО «Марка»] #620; Mi #632)
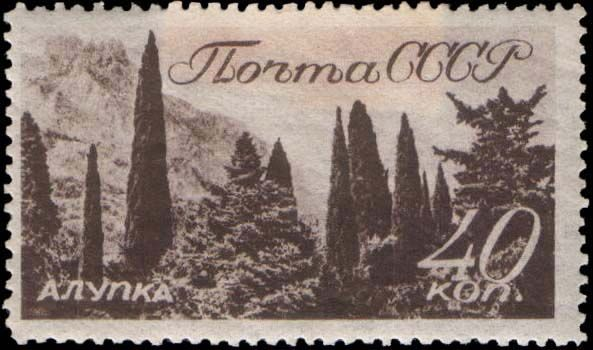
Алупка (ЦФА [АО «Марка»] #621; Mi #633)
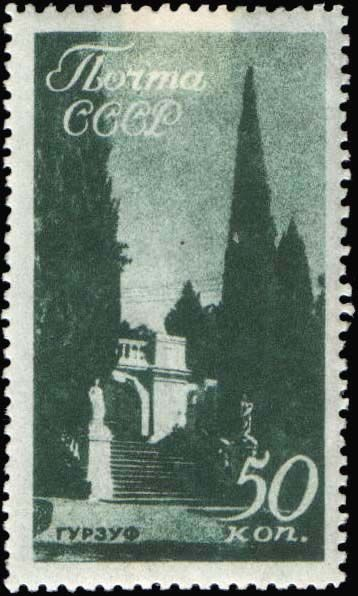
Гурзуф (ЦФА [АО «Марка»] #622; Mi #634)

- Крым (ЦФА [АО «Марка»] #623; Mi #635)

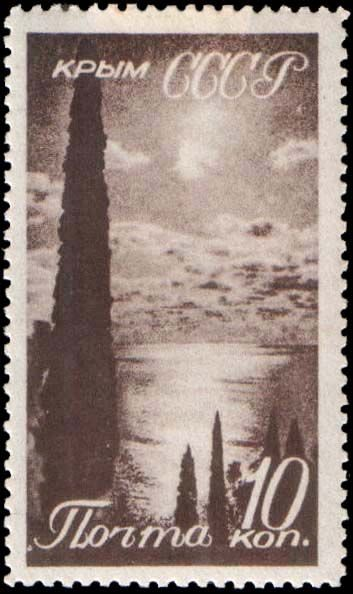
Крым. Вид на море
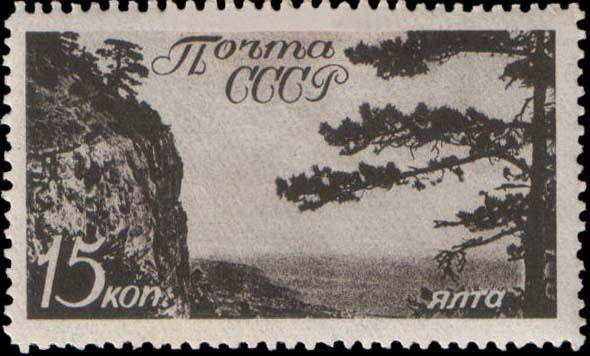
Ялта. Вид на море
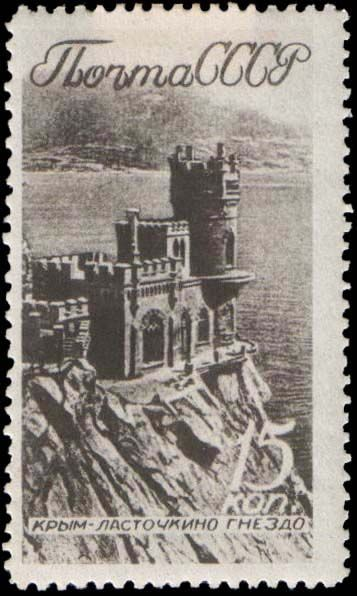
«Ласточкино гнездо» (ЦФА [АО «Марка»] #624; Mi #636)

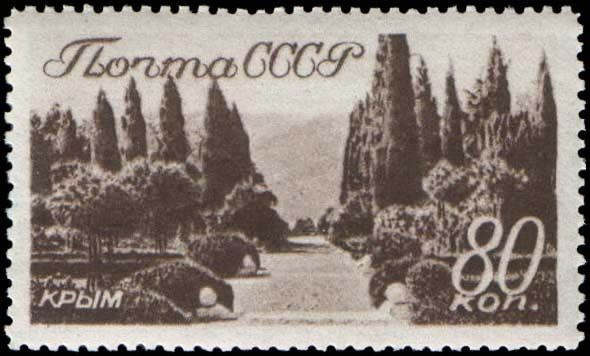
Крым
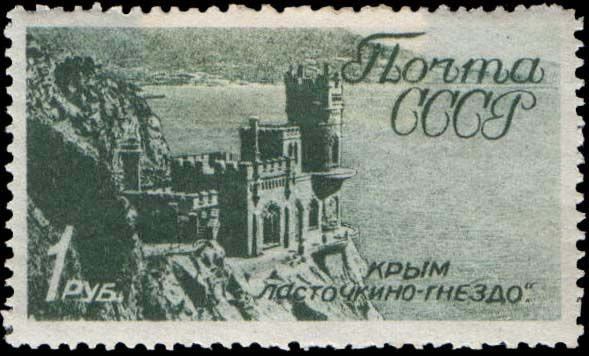
«Ласточкино гнездо»

В 1940 году вышла серия из 12 почтовых марок на тему «20-летие штурма штурма Перекопа Красной Армией (ноябрь 1920)» (ЦФА [АО «Марка»] #768—779; Mi #780B—785B, 780A—785A):

Серия марок СССР «20-летие штурма Перекопа Красной Армией». Художник И. Дубасов (1940). Беззубцовый вариант
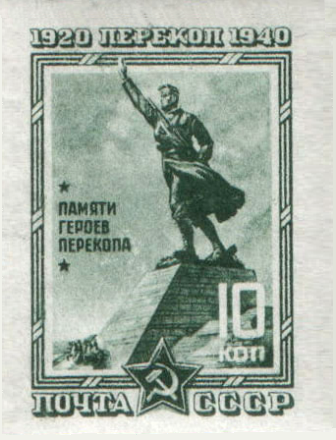
Памятник героям Перекопа (ЦФА [АО «Марка»] #768; Mi #780B)
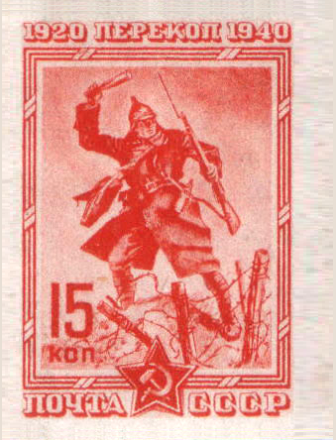
Красноармеец с гранатой (ЦФА [АО «Марка»] #769; Mi #781B)
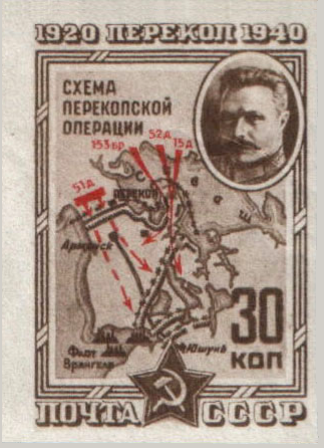
Портрет М. В. Фрунзе на фоне схемы перекопской операции (ЦФА [АО «Марка»] #770; Mi #782B)

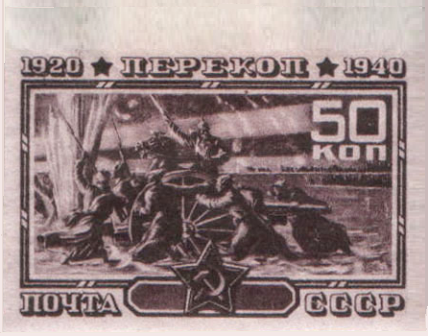
Форсирование Сиваша (ЦФА [АО «Марка»] #771; Mi #783B)
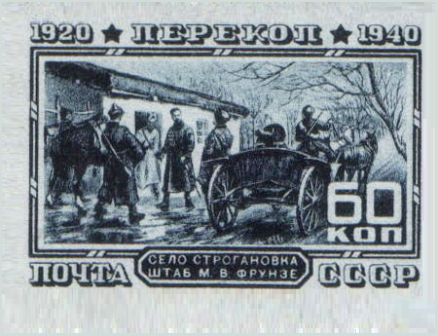
Село Строгановка. Штаб М. В. Фрунзе (ЦФА [АО «Марка»] #772; Mi #784B)
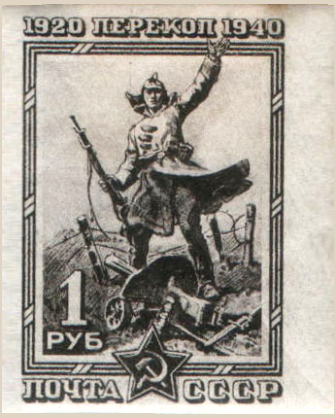
Перекоп взят! (ЦФА [АО «Марка»] #773; Mi #785B)

Зубцовый вариант
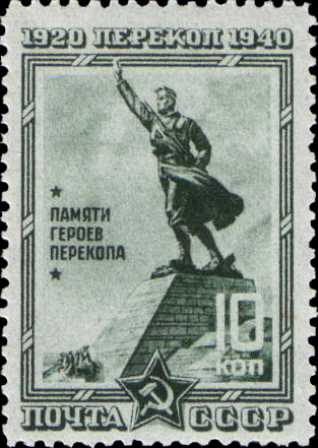
Памятник героям Перекопа (ЦФА [АО «Марка»] #774; Mi #780A)
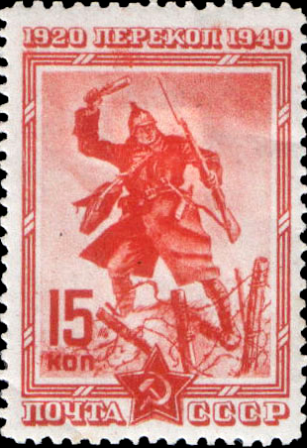
Красноармеец с гранатой (ЦФА [АО «Марка»] #775; Mi #781A)
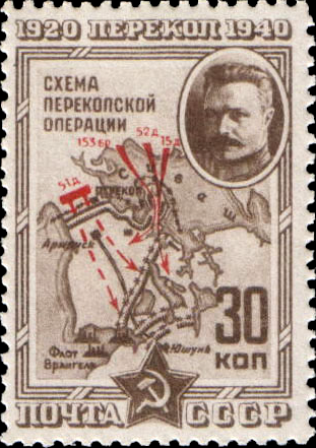
Портрет М. В. Фрунзе на фоне схемы перекопской операции (ЦФА [АО «Марка»] #776; Mi #782A)

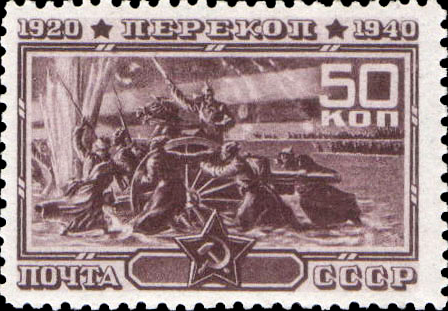
Форсирование Сиваша (ЦФА [АО «Марка»] #777; Mi #783A)
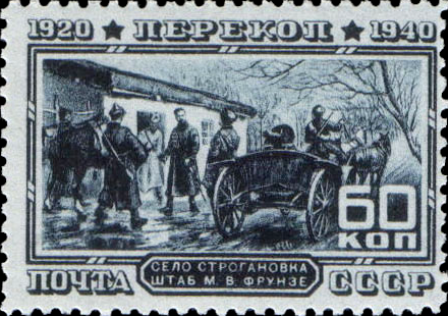
Село Строгановка. Штаб М. В. Фрунзе (ЦФА [АО «Марка»] #778; Mi #784A)
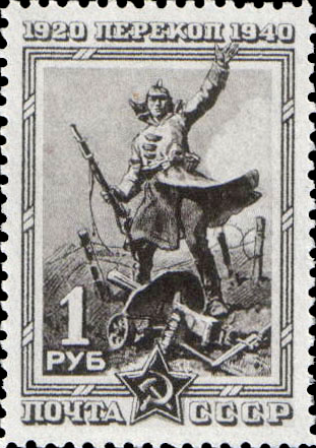
Перекоп взят! (ЦФА [АО «Марка»] #779; Mi #785A)

На вышедшей в 1944 году почтовой марке из серии «Города-герои» были изображены памятник В. И. Ленину в Севастополе и медаль «За оборону Севастополя» (ЦФА [АО «Марка»] № 886). Обороне Севастополя также посвящена почтовая марка с изображением картины художника А. Дейнеки (ЦФА [АО «Марка»] № 2715).
В 1950 году почта СССР выпустила в обращение серию из трёх марок, приуроченную к 50-летию со дня смерти художника И. К. Айвазовского, почётного гражданина Феодосии, жизнь и творчество которого были непосредственно связаны с Крымом (ЦФА [АО «Марка»] № 1584—1586):

Серия марок СССР «50-летие со дня смерти И. К. Айвазовского (1817—1900)». Художник Н. Терморуков (1950)
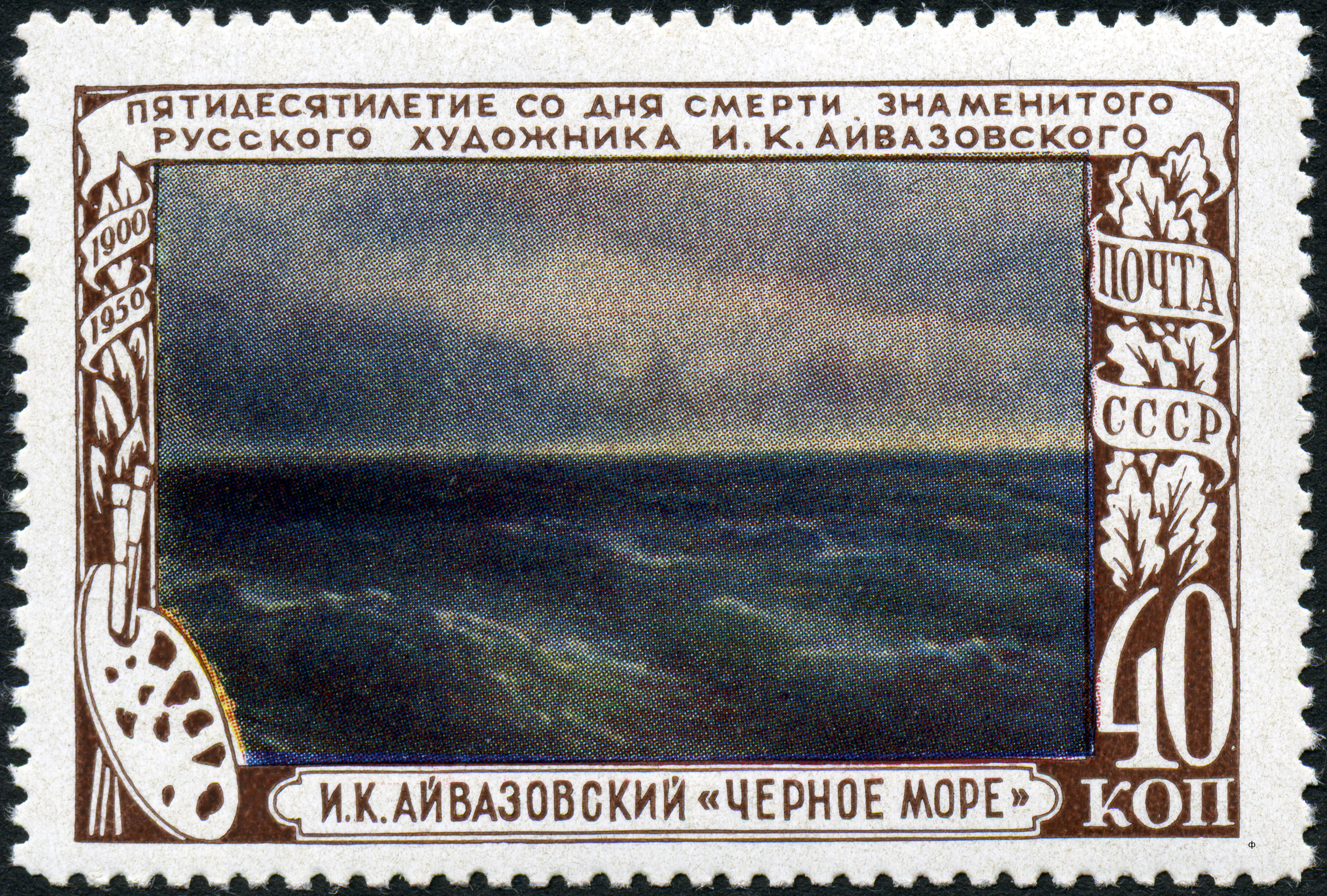
Картина «Чёрное море» (1881) (ЦФА [АО «Марка»] № 1584)
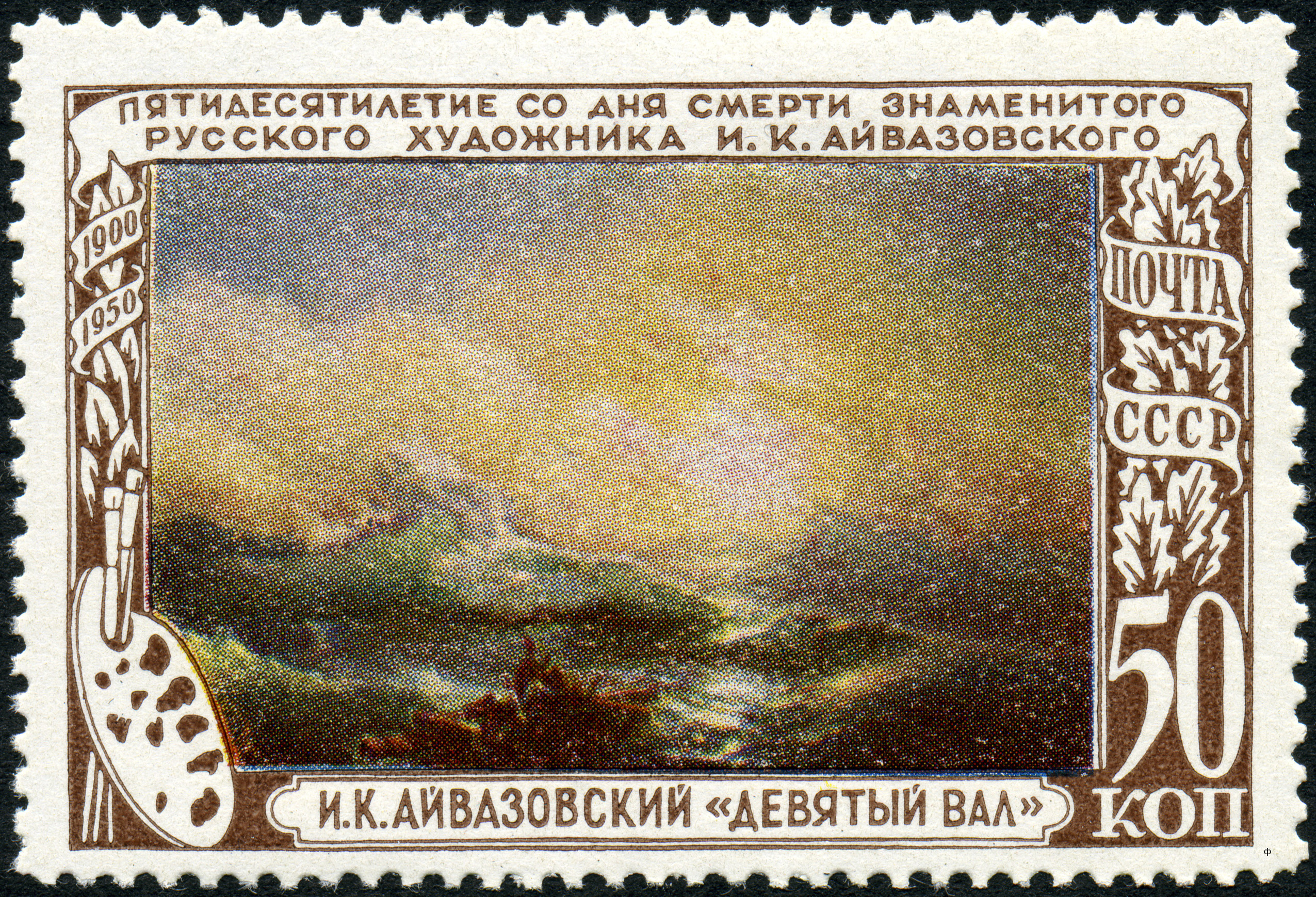
Картина «Девятый вал» (1850) (ЦФА [АО «Марка»] № 1585)
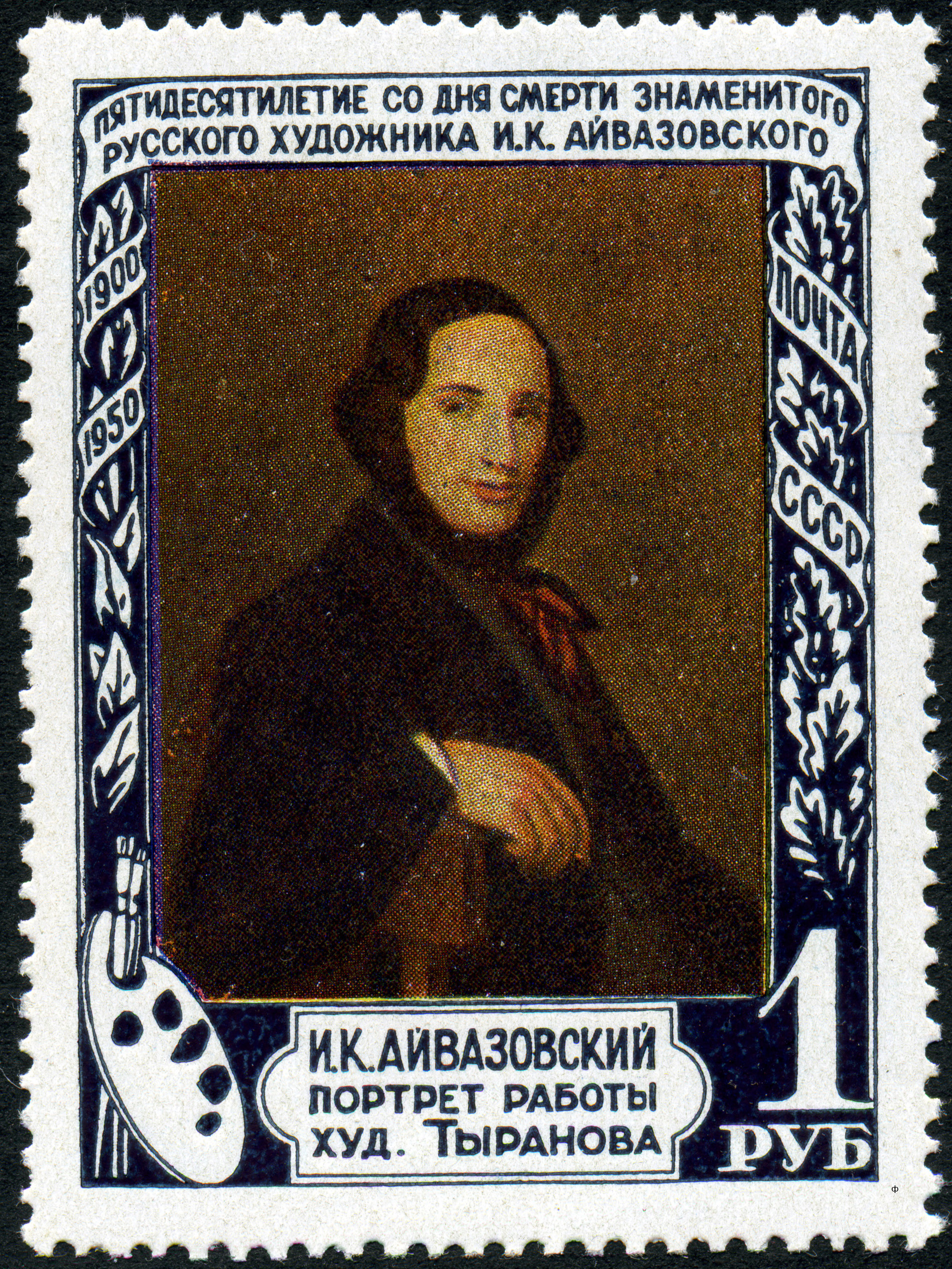
Портрет И. К. Айвазовского (1841, по картине А. Тыранова) (ЦФА [АО «Марка»] № 1586)

В 1954 году в почтовом обращении появилась серия почтовых марок, изданная по поводу 100-летия обороны Севастополя 1854—1855 годов (ЦФА [АО «Марка»] № 1790—1792). На первой марке серии представлены памятник затопленным кораблям в Севастопольской бухте и цитата из рассказа Л. Н. Толстого «Севастополь в декабре месяце», на второй марке — герои Севастопольской обороны солдат А. Елисеев, матросы А. Рыбаков, П. Кошка, И. Димченко, Ф. Заика, на третьей — руководивший обороной П. С. Нахимов:

Серия марок СССР «100-летие обороны Севастополя (1854—1855)». Художник И. Дубасов (1954)
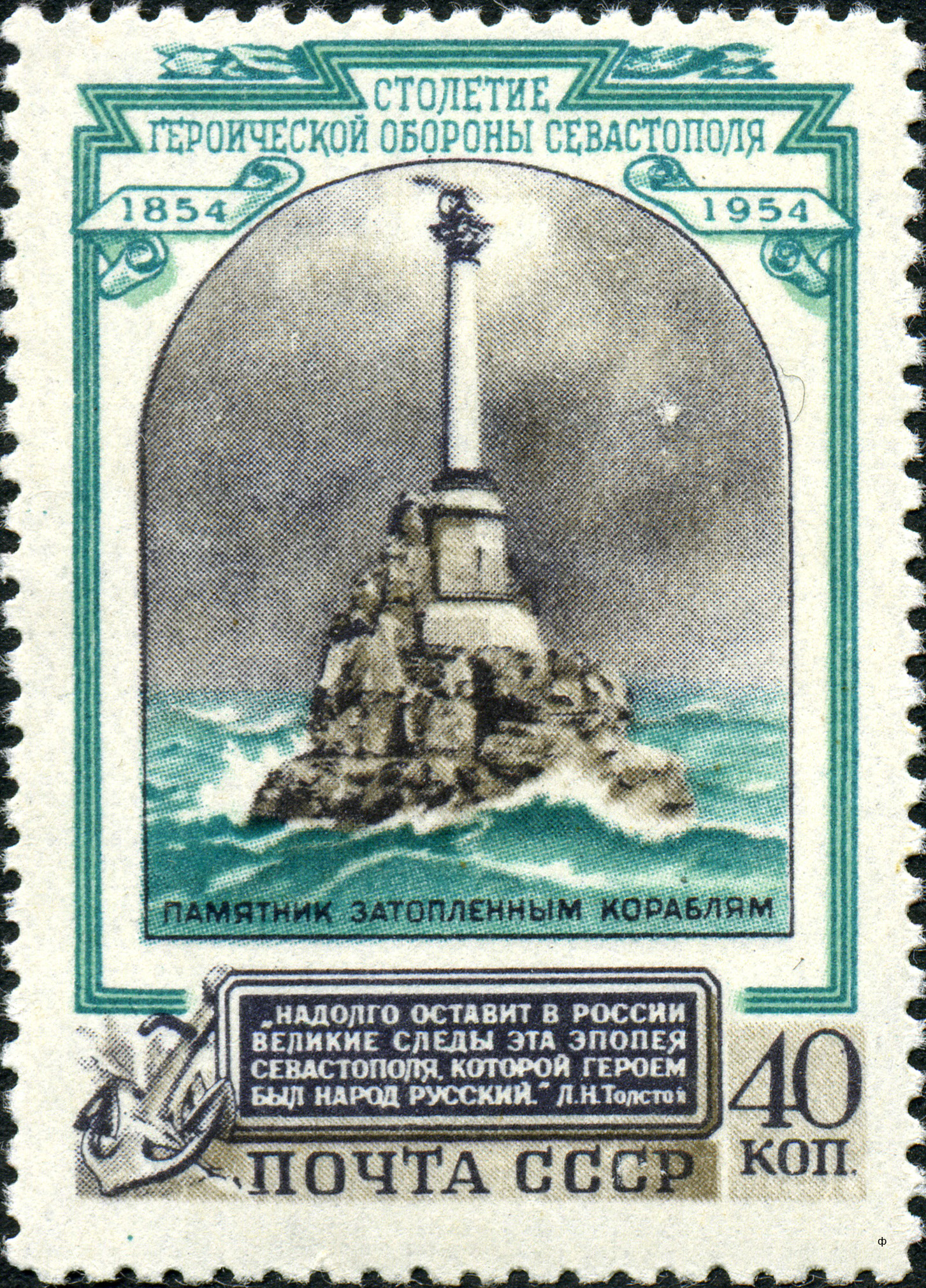
Памятник затопленным кораблям в Севастопольской бухте (ЦФА [АО «Марка»] № 1790)
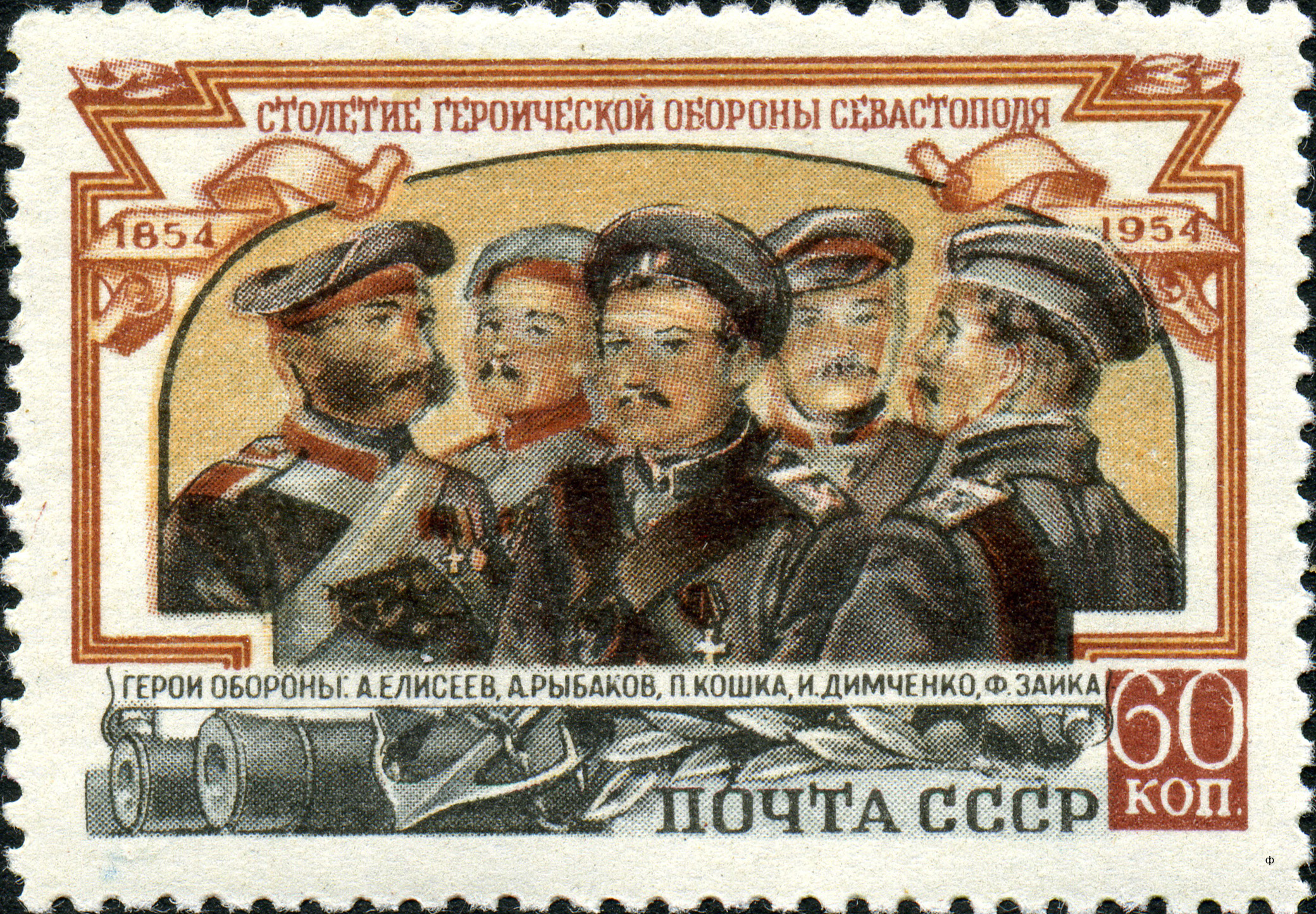
Герои обороны А. Елисеев, А. Рыбаков, П. Кошка, И. Димченко и Ф. Заика (1855, по литографии В. Тимма) (ЦФА [АО «Марка»] № 1791)
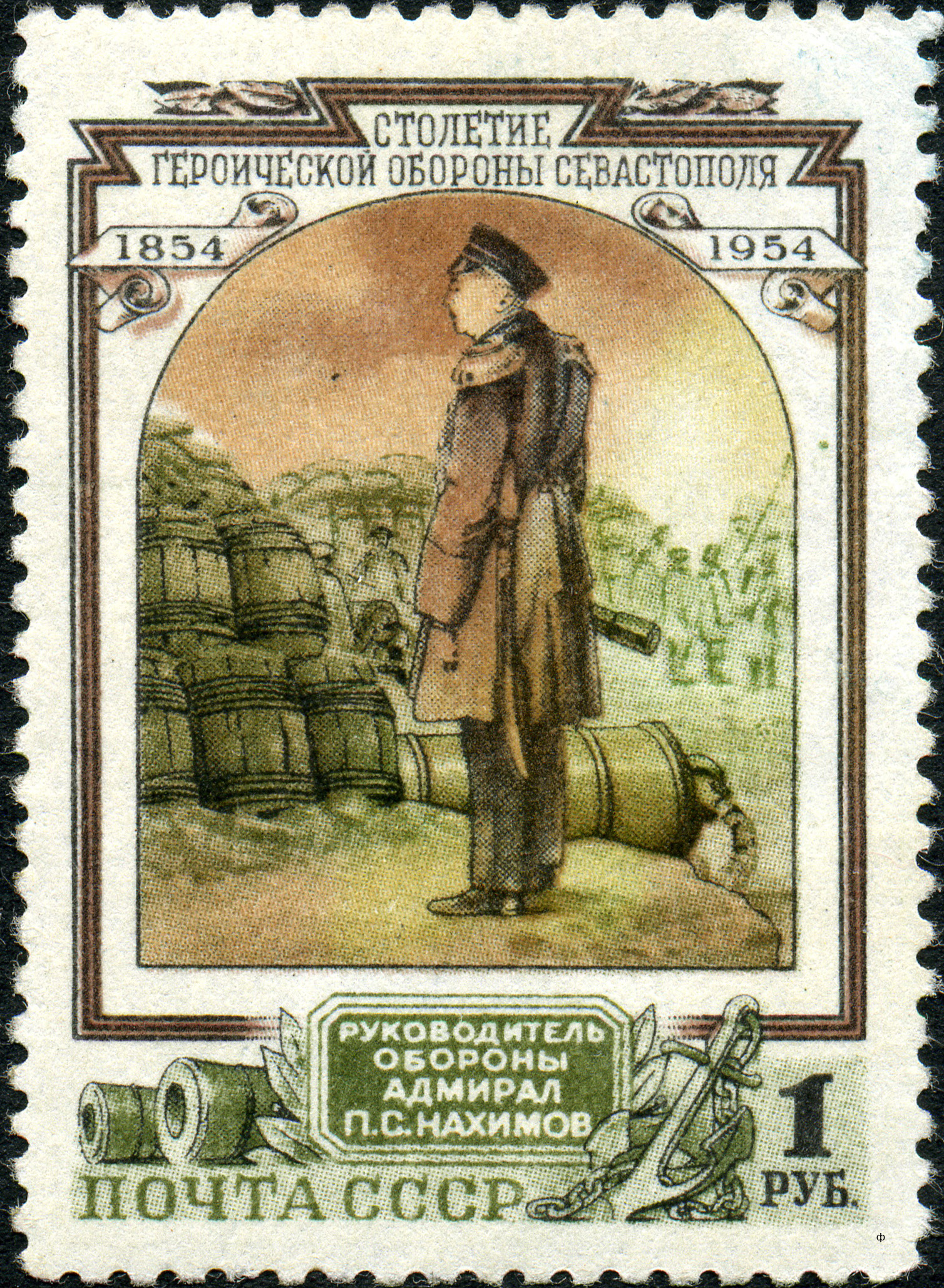
Руководитель обороны адмирал П. С. Нахимов (по литографии В. Тимма) (ЦФА [АО «Марка»] № 1792)

В 1962 году почта СССР подготовила к обращению серию из четырёх марок в ознаменование 150-летия Никитского ботанического сада (ЦФА [АО «Марка»] #2742—2745; Mi #2650—2653):

Серия марок СССР «К 150-летию Никитского ботанического сада». Художник Е. Анискин (1962)
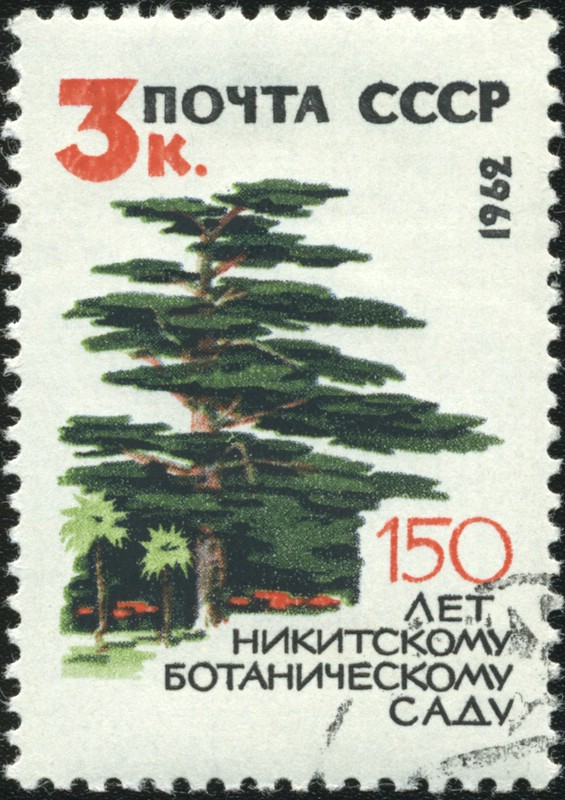
Ливанский кедр (ЦФА [АО «Марка»] #2742; Mi #2650)
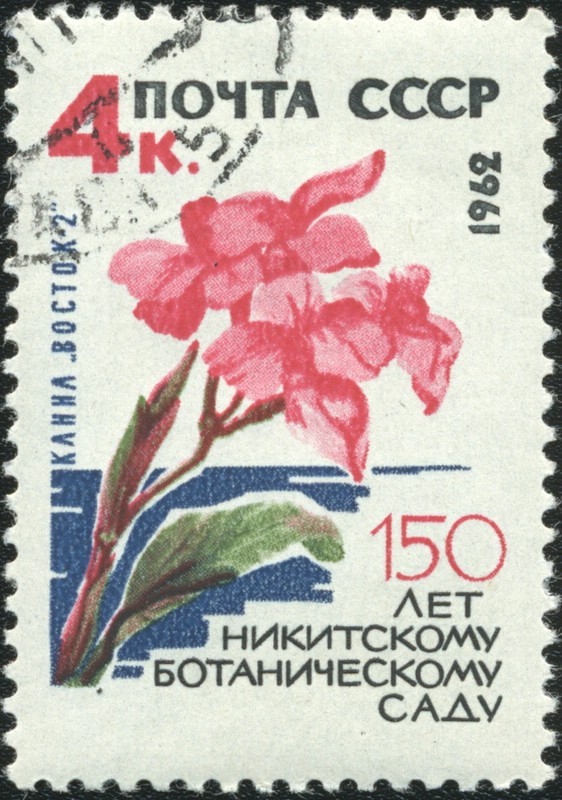
Канна «Восток-2» (ЦФА [АО «Марка»] #2743; Mi #2651)
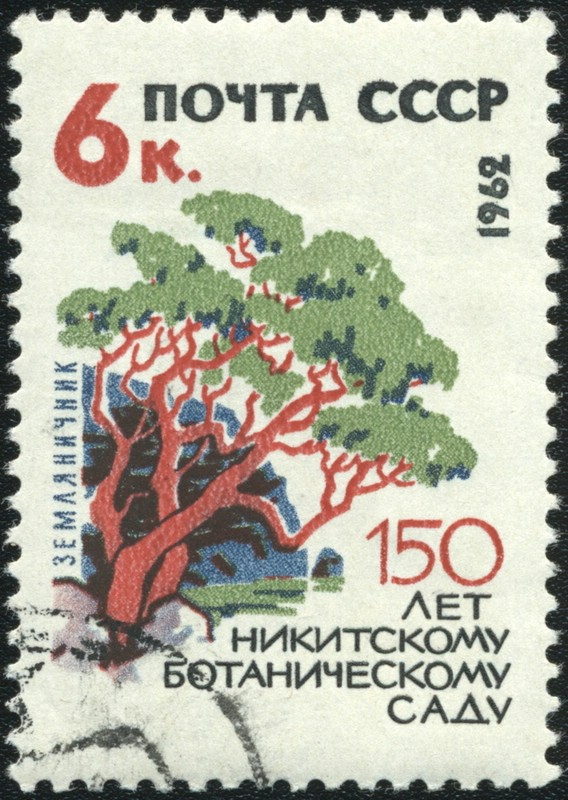
Земляничник (ЦФА [АО «Марка»] #2744; Mi #2652)
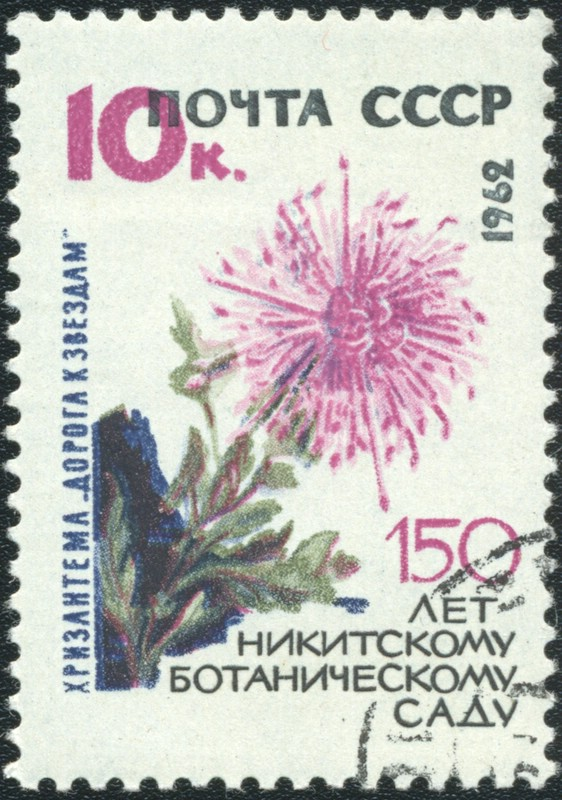
Хризантема «Дорога к звёздам» (ЦФА [АО «Марка»] #2745; Mi #2653)

В 1965 году была эмитирована почтовая марка, изображающая высадку советского десанта, памятник П. С. Нахимову и медаль «Золотая Звезда», которой награждён город-герой Севастополь (ЦФА [АО «Марка»] № 3296).
Ряд почтовых марок СССР был посвящён работавшему в Крыму Всесоюзному пионерскому лагерю «Артек». Они выходили в разные годы — в 1938 (ЦФА [АО «Марка»] № 609), 1948 (ЦФА [АО «Марка»] № 1319), 1958 (ЦФА [АО «Марка»] № 2158) и др.:

Марки СССР, связанные тематически с пионерским лагерем «Артек»
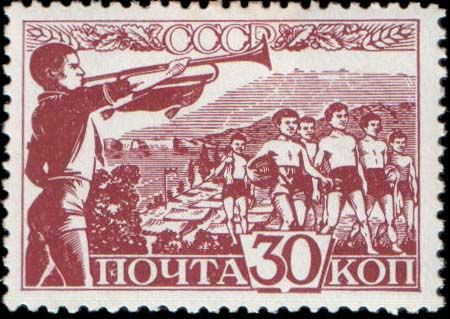
Серия «Дети Советской страны». В пионерском лагере «Артек» (1938). Художник И. Дубасов (ЦФА [АО «Марка»] #609; Mi #621)
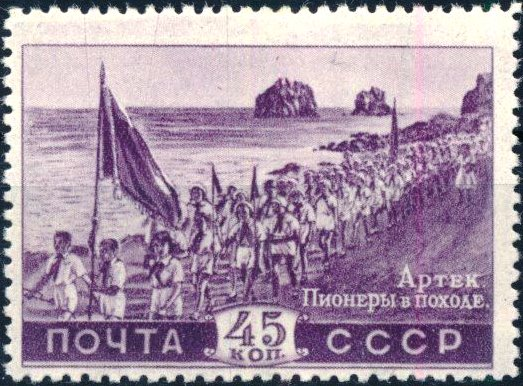
Серия «Всесоюзная пионерская организация имени В. И. Ленина». Артек. Пионеры в походе (1948). Художник Е. Буланова (ЦФА [АО «Марка»] #1319; Mi #1277)
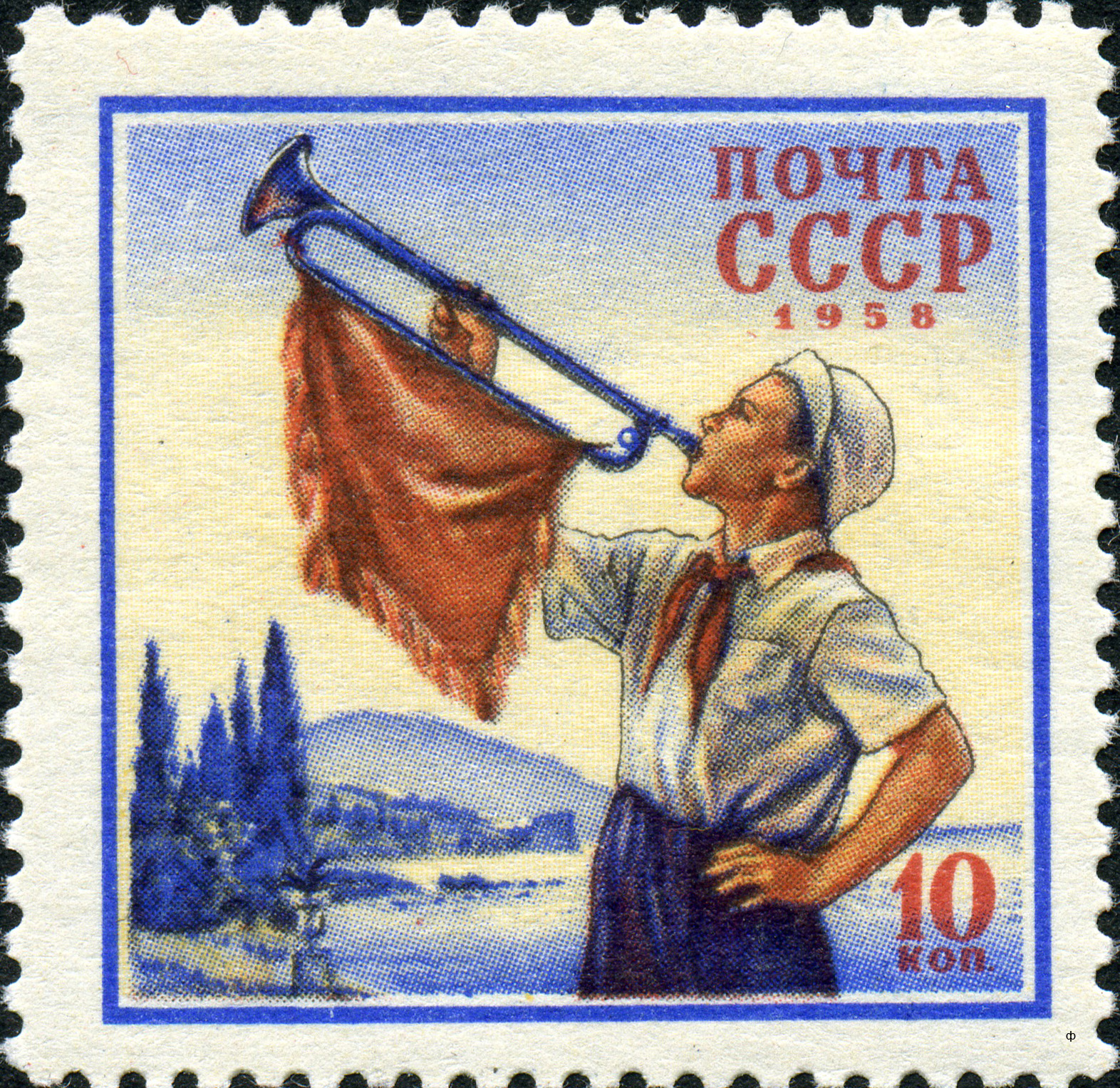
Серия «К Международному дню защиты детей». Горнист в пионерском лагере «Артек». Художник Л. Голованов (ЦФА [АО «Марка»] № 2158)
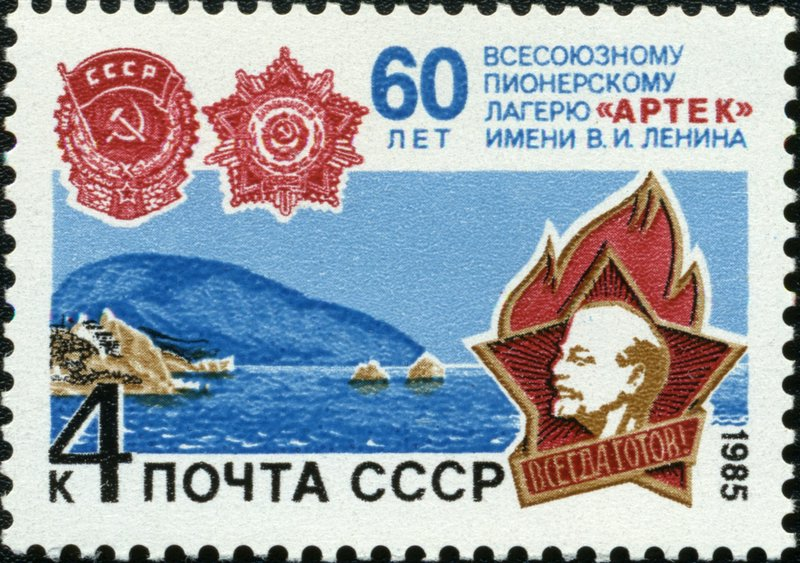
К 60-летию Всесоюзного пионерского лагеря «Артек» имени В. И. Ленина (1985). Художник Н. Ветцо (ЦФА [АО «Марка»] #5644; Mi #5523)

### Современная Украина
В 1993 году от имени Крымской АССР распространялись фальшивые марки, на которых были сделаны надпечатки с надписью «Крым».
| Фальсификаты, выпущенные от имени Крыма (1993?)              | Фальсификаты, выпущенные от имени Крыма (1993?) |
| ------------------------------------------------------------ | ----------------------------------------------- |
|                                                              |                                                 |
| Надпечатки на стандартных марках СССР 12-го и 13-го выпусков |                                                 |

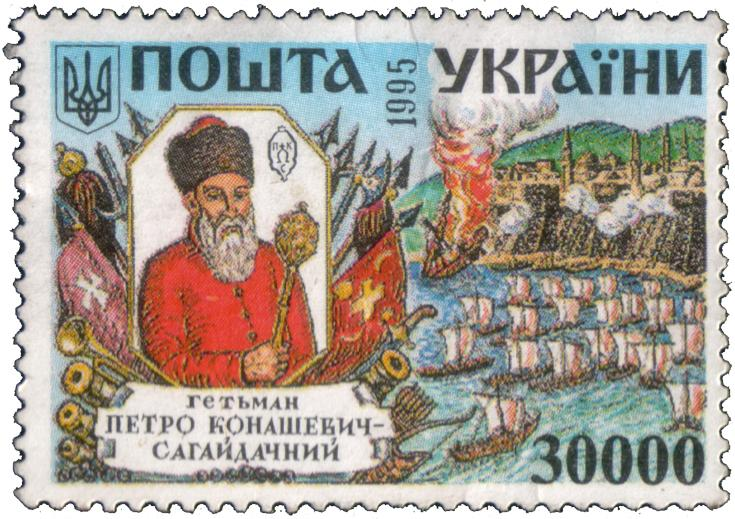

В 1995 году вышла марка номиналом 30000 карбованцев гетман П. К. Сагайдачный со взятием казаками Кафы (Феодосии) в 1616 году.
В 2008 вышла серия Крымский природный заповедник:

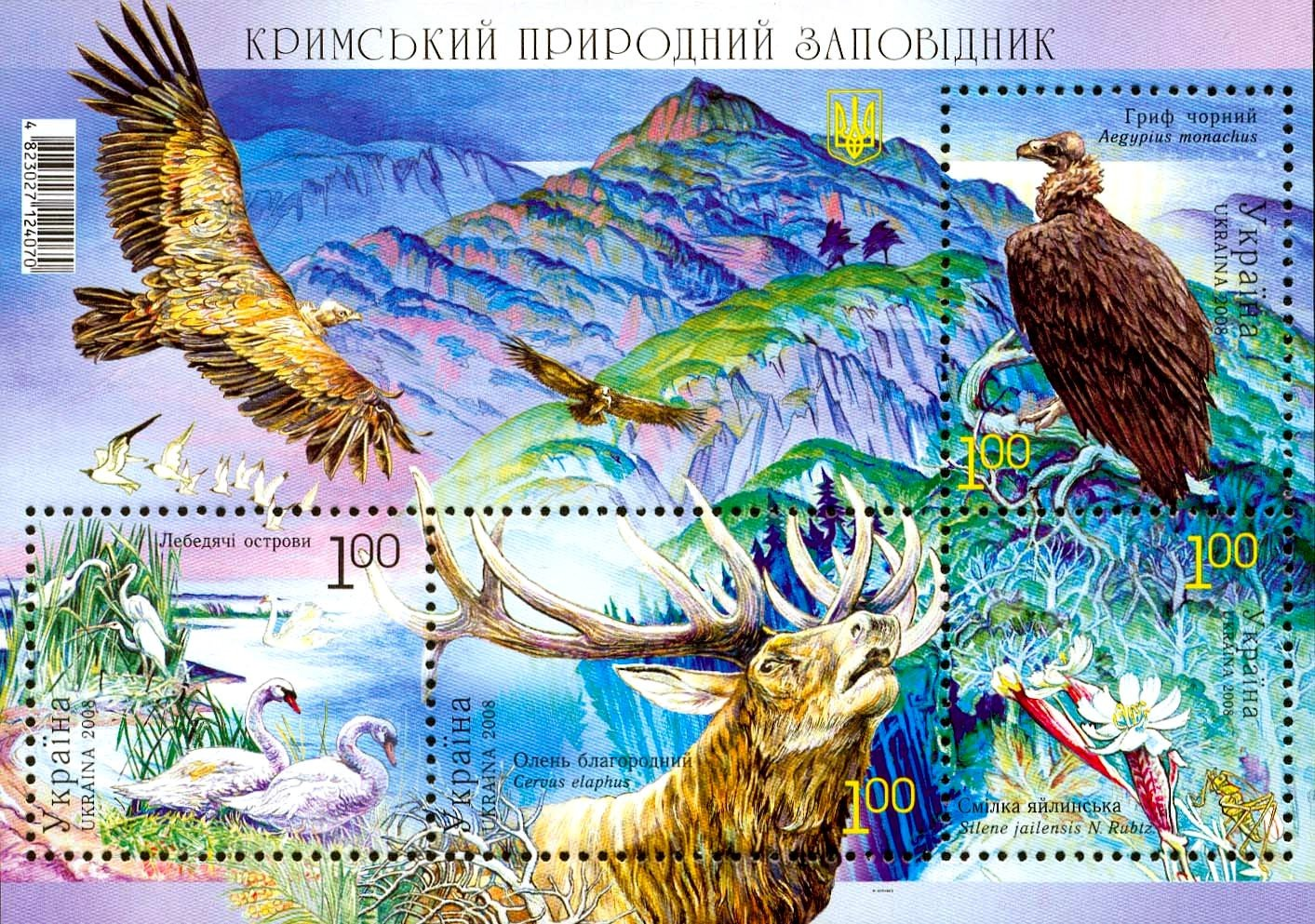
Почтовые марки Украины 2008 года. Малый лист. Природа Крымского природного заповедника. Изображены (сверху вниз, слева направо): Чёрный гриф, лебеди, благородный олень, смолка ялтинская

В 2009 году вышла серия марок «Виноградарство Украины», одна из которых посвящена мускату белому и содержит изображение князя Л. С. Голицына:

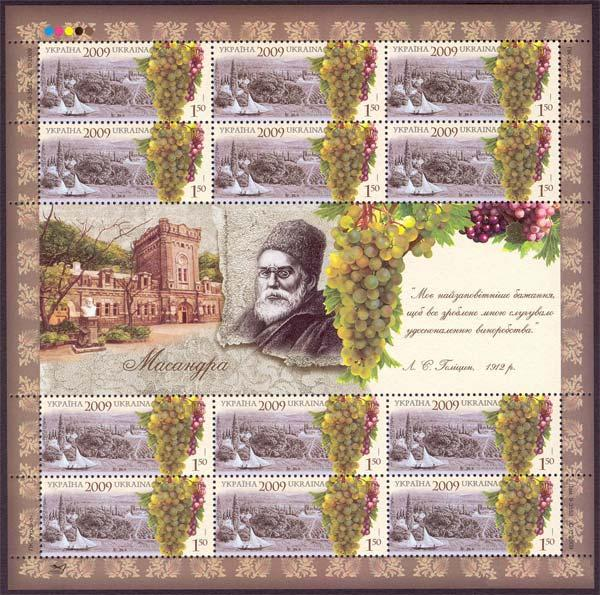
Марка 2009 года Мускат белый из серии Виноградарство Украины

В 2011 году вышла серия марок «Семь природных чудес Украины», одна из которых посвящена Мраморной пещере:

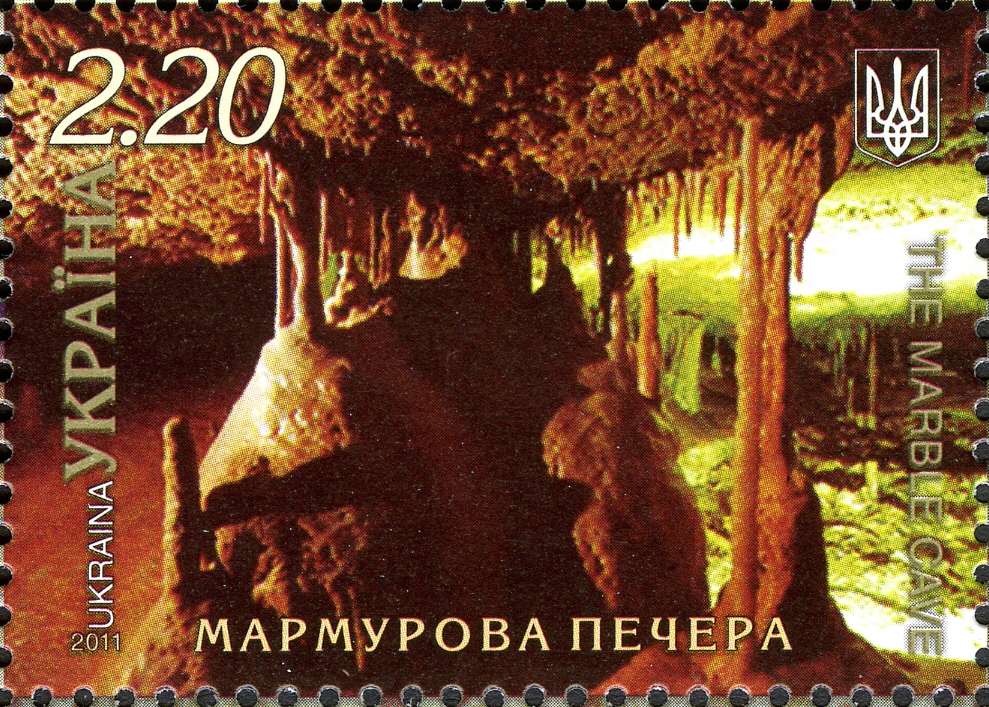
2011 год. Марка Мраморная пещера из серии Семь природных чудес Украины

В 2013 году был выпущен блок марок Украины «Краса і велич України. Автономна республіка Крим». На почтовых марках из этой серии, в частности, изображены Аю-Даг в Гурзуфе, Ханский дворец в Бахчисарае, Долина Привидений в Алуште, панорама южного берега Крыма, винные подвалы Массандры.:

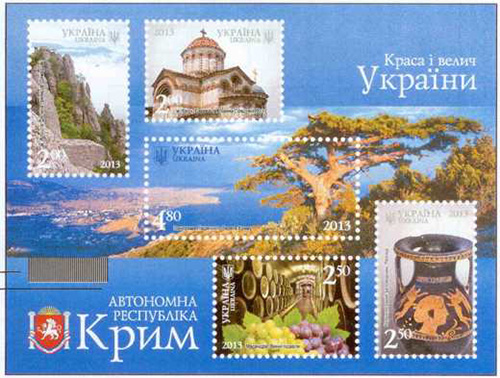
2013 год, блок марок почты Украины «Краса і велич України. Автономна республіка Крим»

### Современная Россия
В 2014 году в рамках серии «Россия. Регионы» были подготовлены две почтовые марки — «Республика Крым» (№ по каталогу — 1828) и «Севастополь» (№ по каталогу — 1829). На почтовой марке «Республика Крым» изображён морской пейзаж, виноградники и дворец «Ласточкино гнездо». На почтовой марке «Севастополь» изображена панорама «Оборона Севастополя 1854—1855 гг.», памятник затопленным кораблям и морской пейзаж. Выпуск этих почтовых марок был приурочен к событию, которое состоялось 18 марта 2014 года, когда в Москве был подписан договор между Россией и Республикой Крым о принятии полуострова в состав Российской Федерации. С этого момента в составе Российской Федерации образовались два новых субъекта — Республика Крым и город федерального значения Севастополь.

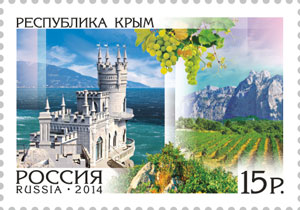
№ 1828. Россия. Регионы. Республика Крым
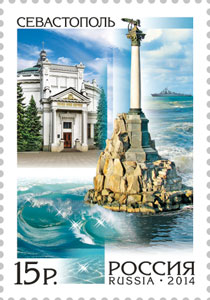
№ 1829. Россия. Регионы. Севастополь

16 июня 2015 года вышла почтовая марка, посвящённая Международному детскому центру «Артек» (№ 1965). 23 октября того же года в рамках серии «Всемирное культурное наследие» была выпущена марка «Древний город Херсонес Таврический и его хорa» (№ 2019).
18 февраля 2016 года в продолжение серии «Города воинской славы» была эмитирована почтовая марка, посвящённая Феодосии (№ 2058), а 29 сентября 2016 года в рамках серии «Маяки России» вышли сразу две почтовые марки «200 лет Тарханкутскому маяку» (№ 2145) и «200 лет Херсонесскому маяку» (№ 2146).
11 ноября 2018 года Почтой России была издана почтовая марка «Крымский мост». Крымский мост — транспортный переход через Керченский пролив, самый протяжённый в Российской Федерации и один из крупнейших в Европе. Мост соединяет Керченский и Таманский полуострова через остров Тузла и Тузлинскую косу. На почтовой марке изображена панорама Крымского моста.

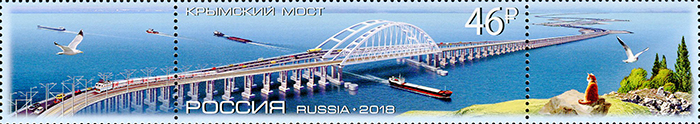
№ 2403. Крымский мост

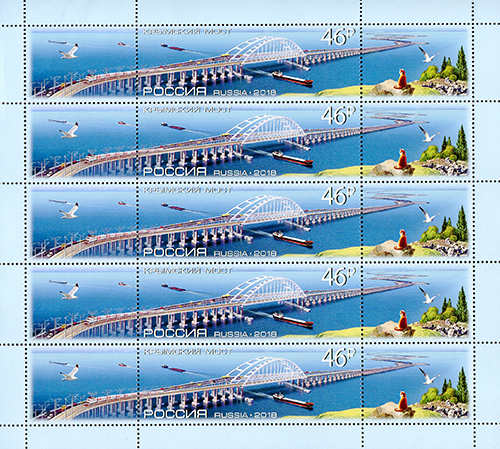
№ 2403. Крымский мост

## Провизории
В 1992—1994 годах, в связи с переходом на новую валюту (карбованцы) и постоянным повышением тарифов пересылки, симферопольский почтамт пользовался собственными провизориями.
Ялтинским городским производственно-техническим узлом связи (ПТУС) в сентябре—октябре 1993 года также изготавливались провизории.

## Непочтовые марки
Симферопольское уездное земство выпускало марки судебного сбора.
Известна также паспортная марка Севастопольского градоначальника.

## Почтовые конверты
В 1954 году в СССР появился первый художественный маркированный конверт на крымскую тематику с изображением санатория, располагавшегося на территории Ливадийского дворца. В том же году был выпущен маркированный конверт, посвящённый героической Севастопольской обороне.
Выпуском двух маркированных конвертов было отмечено 20-летие освобождения Севастополя от немецко-фашистских оккупантов в 1964 году (№ 3141 и № 3142).

## Почтовые карточки
В 1975 году Министерство связи СССР подготовило к обращению одностороннюю почтовую карточку с оригинальной маркой, которой был отмечен 50-летний юбилей пионерского лагеря «Артек». 16 июня 1975 года в почтовом отделении Артека было организовано памятное спецгашение этой карточки:

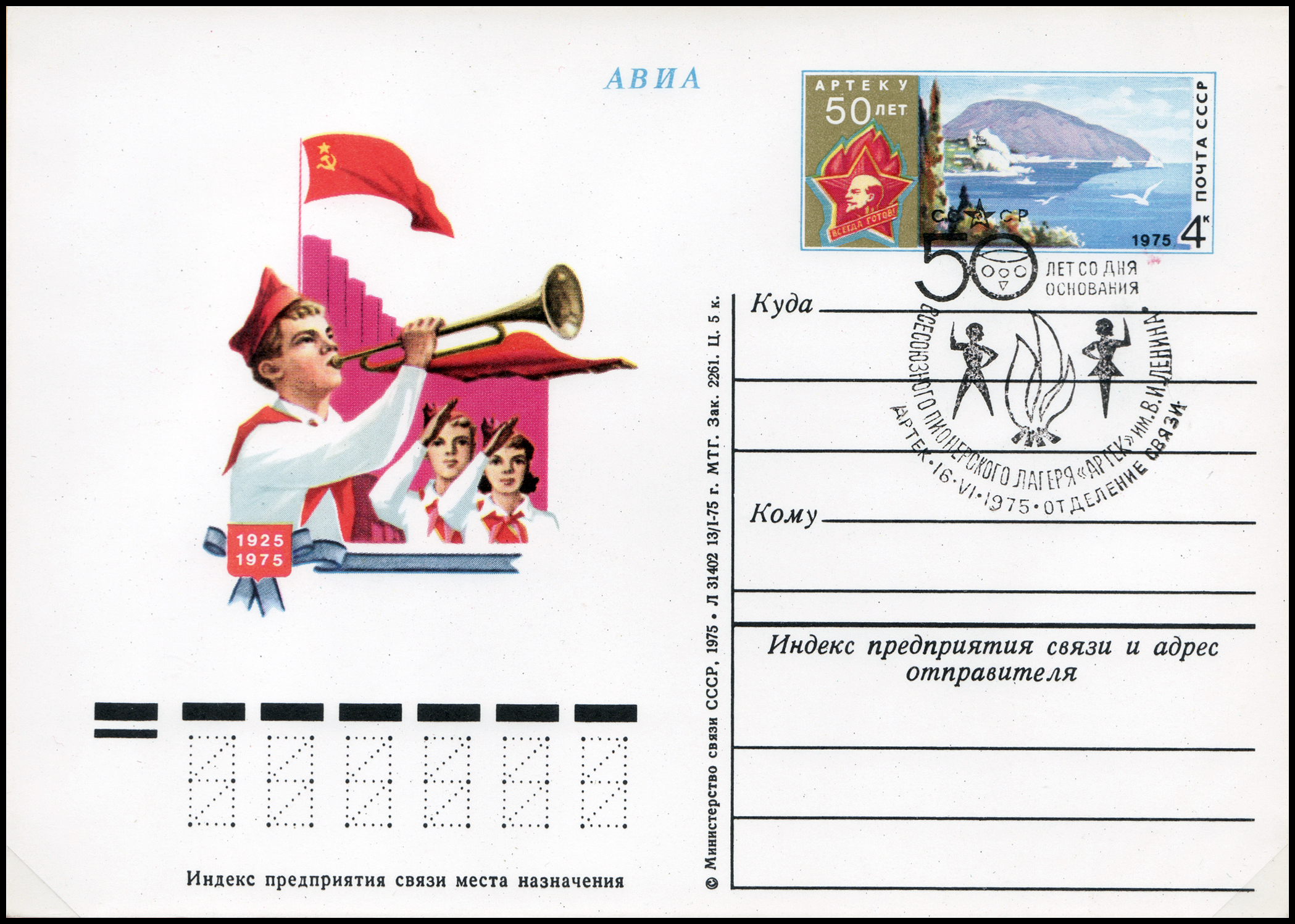
Односторонняя почтовая карточка с оригинальной маркой СССР (№ 31) и спецгашением к 50-летию Всесоюзного пионерского лагеря «Артек» (1975)

10 марта 2015 года Министерством связи и массовых коммуникаций Российской Федерации тиражом 18 тысяч экземпляров была издана маркированная почтовая карточка, ознаменовавшая годовщину аннексии Крыма Россией и изображающая контур полуострова с цветами российского флага. По случаю выпуска почтовой карточки в Симферополе прошла торжественная церемония её гашения художественным штемпелем.

## Гашения
В советское время во Всесоюзном пионерском лагере «Артек» в Гурзуфе работала пионерская почта, использовавшая собственный штемпель с текстом: «„Артек“. Пионерская почта».

### Специальные гашения
16 июня 1985 года в почтовом отделении Артека производилось специальное гашение по случаю 60-летия Всесоюзного пионерского лагеря «Артек» имени В. И. Ленина:

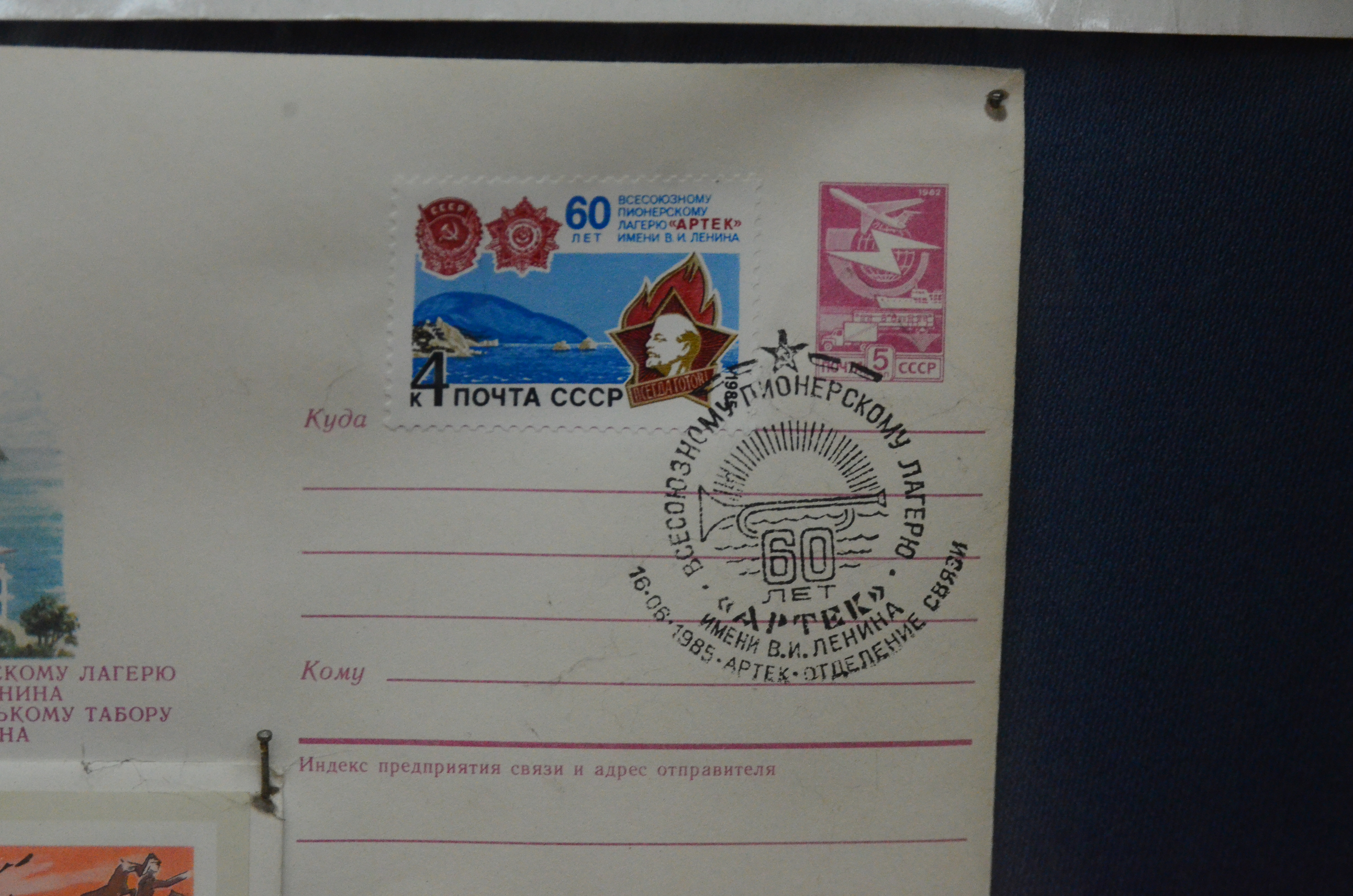
Художественный маркированный конверт СССР с маркой и спецгашением в честь 60-летия Всесоюзного пионерского лагеря «Артек» (1985)